# Dalabrigaden
Dalabrigaden (NB 13) var en Norrlandsbrigad inom svenska armén som verkade i olika former åren 1949–2000. Förbandsledningen var förlagd i Falu garnison i Falun.

## Historik
Dalabrigaden sattes upp åren 1949–1951 under namnet Dalabrigaden (IB 13), genom att fältregementet (krigsförbandet) Dalregementet (I 13) omorganiserades genom försvarsbeslutet 1948 till infanteribrigad. Åren 1949–1992 hade Dalabrigaden en systerbrigad vars namn var Kopparbergsbrigaden (IB 43), vilken genom försvarsutredning 88 fasades ut 1992 till en territorialförsvarsbrigad.
Dalabrigaden var ursprungligen en infanteribrigad, men kom 1986 att bli den femte och sista brigaden som omorganiserades till brigadorganisationen Norrlandsbrigad. Förbandet fick då den nya beteckningen NB 13. År 1994 avskildes brigaden från Dalregementet och blev från den 1 juli samma år ett kaderorganiserat krigsförband inom Mellersta militärområdet (Milo M). I samband med försvarsbeslutet 2000 upplöstes och avvecklades brigaden den 30 juni 2000. Från den 1 juli 2000 övergick verksamheten till en avvecklingsorganisation, fram till att avvecklingen skulle vara slutförd senast den 31 december 2001. Avvecklingsorganisationen upplöstes i sin tur den 30 juni 2001, då avvecklingen av förbandet ansågs slutförd.

## Verksamhet
Under 1990-talet var brigaden var en av fyra Norrlandsbrigder som skulle mekaniseras och utrustas med stridsfordon 90, samt det rysktillverkade pansarskyttefordonet MT-LB (svensk benämning Pbv 401). Ett beslut som togs genom försvarsbeslutet 1992. Organisationen brigaden skulle gå in i benämndes NB 2000, en organisation som skulle vara i produktion 2004 och helt genomförd 2006. Således hann bara delar av brigaden utbildas i den nya organisationen innan den avvecklades 2000. Beståndet av stridsfordon 90 inom armén var dock inte tillräckligt för att utrusta både Norrlandsbrigaderna samt de mekaniserade brigaderna. Så för att utrusta brigaden med stridsfordon 90 vakantsattes en av två bataljoner, som var utrustade med stridsfordon 90 vid Livgardesbrigaden.

### Bataljoner
- 1. norrlandsskyttebataljonen (Strf 90)
- 2. norrlandsskyttebataljonen (Pbv 401)
- 3. norrlandsskyttebataljonen (Pbv 401)
- 4. norrlandsrobotskyttebataljonen (Pvrb 55/TOW)
- Norrlandsluftvärnsbataljon (Lvrbs 70)
- Norrlandshaubitsbataljon (Haub 77A)
- Norrlandsunderhĺllsbataljonen

### Utbildningskompanier
- Livkompaniet (Husby kompani), utbildade kompanibefälsvärnpliktiga (KB).
- Västerdalarnas kompani, utbildade ett stabs/maskinkompani ingående i Pionjärbataljon.
- Gagnefs kompani, utbildade ett mekaniserat skyttekompani med pansarbandvagn 401.
- Gustafs kompani, utbildade ett pansarvärnskompani robot 55 med mörkerstridsförmåga.
- Leksands kompani, utbildade en hemvärnspluton samt underhålls- och understödsdelar åt övriga enheter.
- Mora kompani utbildade depå-, bevaknings-, mobförråds- och förplägnadssoldater till depåförbanden i Falu garnison.

### Internationell verksamhet
Åren 1995-1996 svarade brigaden för att sätta upp den femte bosnienbataljonen, BA 05, vilken blev den första svenska truppstyrkan under NATO-befäl.

## Heraldik och traditioner
Dalabrigaden delade heraldik och traditioner med Dalregementet.

## Förbandschefer
Brigadchefer åren 1949–2000. Åren 1949–1994 var brigadchefen tillika ställföreträdande regementschef samt utbildningschef vid Dalregementet.

- 1949–1963: ???
- 1963–1966: Överstelöjtnant Sven Körlof
- 1966–1969: Överstelöjtnant Hans Lundbergh
- 1969–1973: ???
- 1973–1978: Överste Nils Österlund
- 1978–1982: Överste Fredrik Gyllenram
- 1982–1984: Överste Bertel Österdahl
- 1985–1987:  Överste Sven Holmén
- 1988–1990:  Överste Anders Håkansson
- 1990–1994: Överste Björn Hedskog
- 1994–1996: Överste Rolf Dahlström [g]
- 1996–1997: Överstelöjtnant Olle Nilsson [h]
- 1997–1999: Överste Anders Lindström
- 1999–2000: Överste Rutger Simonsson

## Namn, beteckning och förläggningsort
| Dalabrigaden            | 1949-10-01 | – | 2000-06-30 |
| Avvecklingsorganisation | 2000-07-01 | – | 2001-06-30 |

| IB 13 | 1949-10-01 | – | 1986-??-?? |
| NB 13 | 1986-??-?? | – | 2000-06-30 |

| Falu garnison (F) | 1949-10-01 | – | 2001-06-30 |

## Galleri

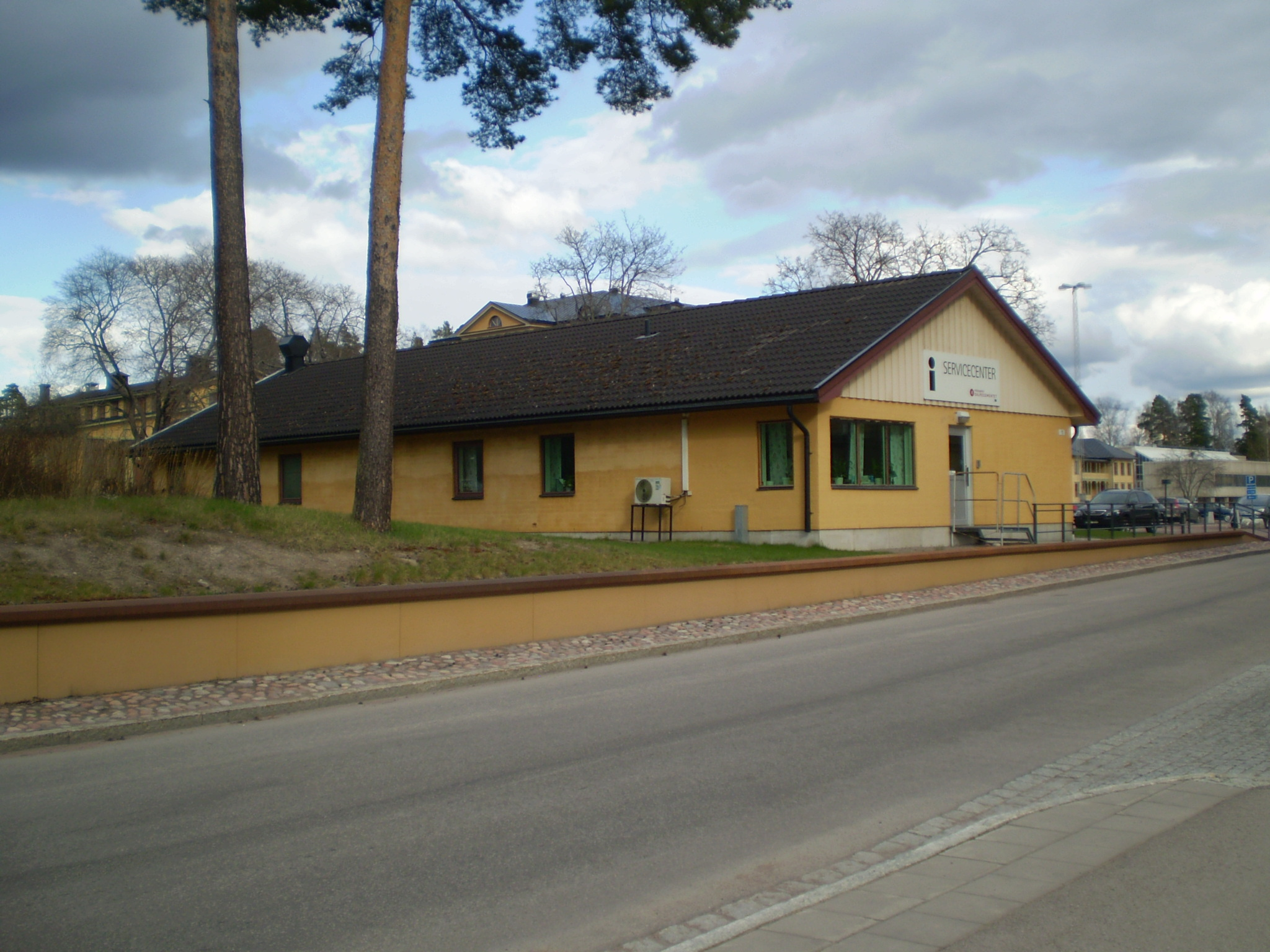
Vaktkasernen vid kasernetablissementet.
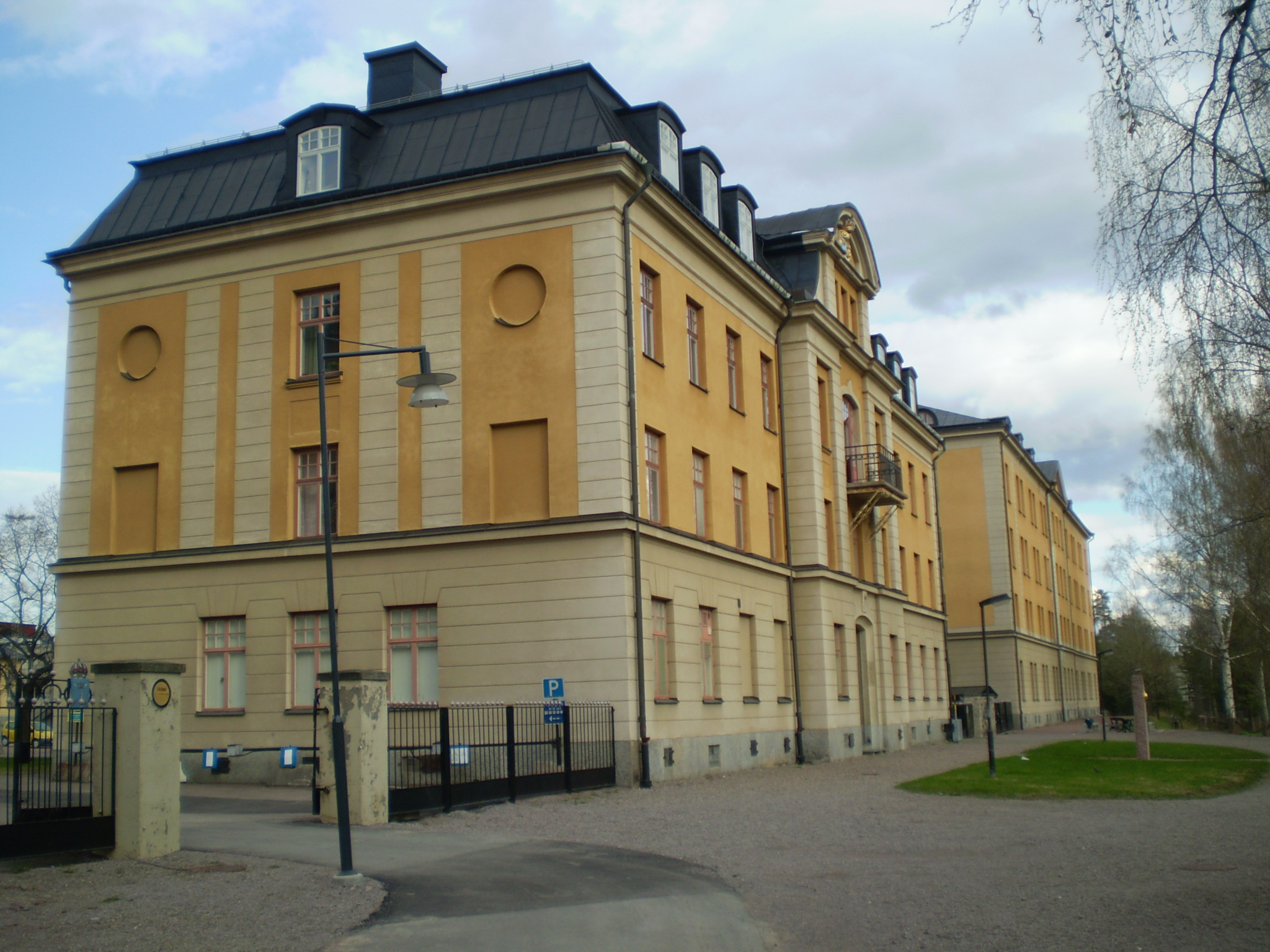
Vy över framsidan av kasern etablissemanget med kanslihus samt B-kasernen
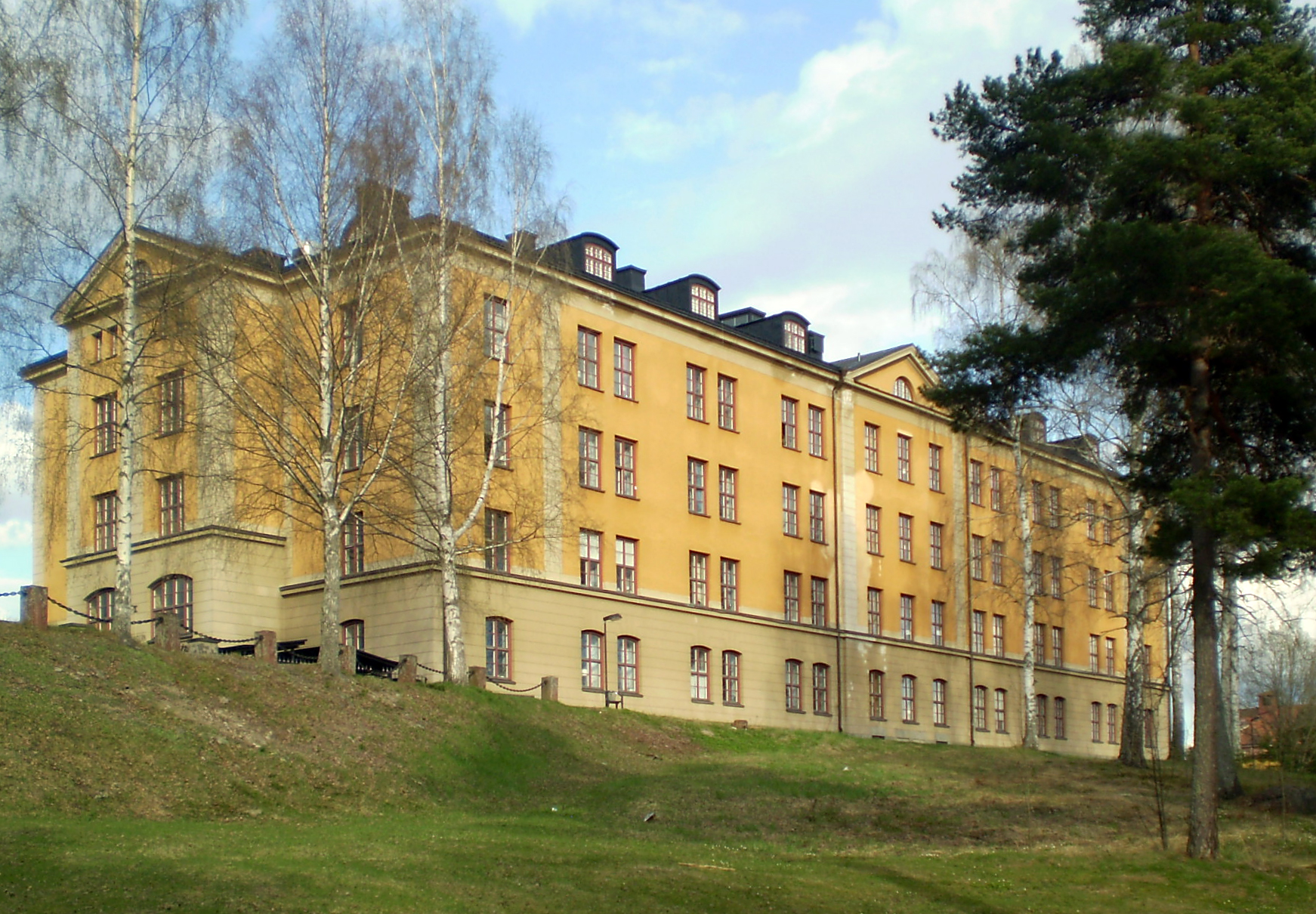
Vy över framsidan av B-kasernen
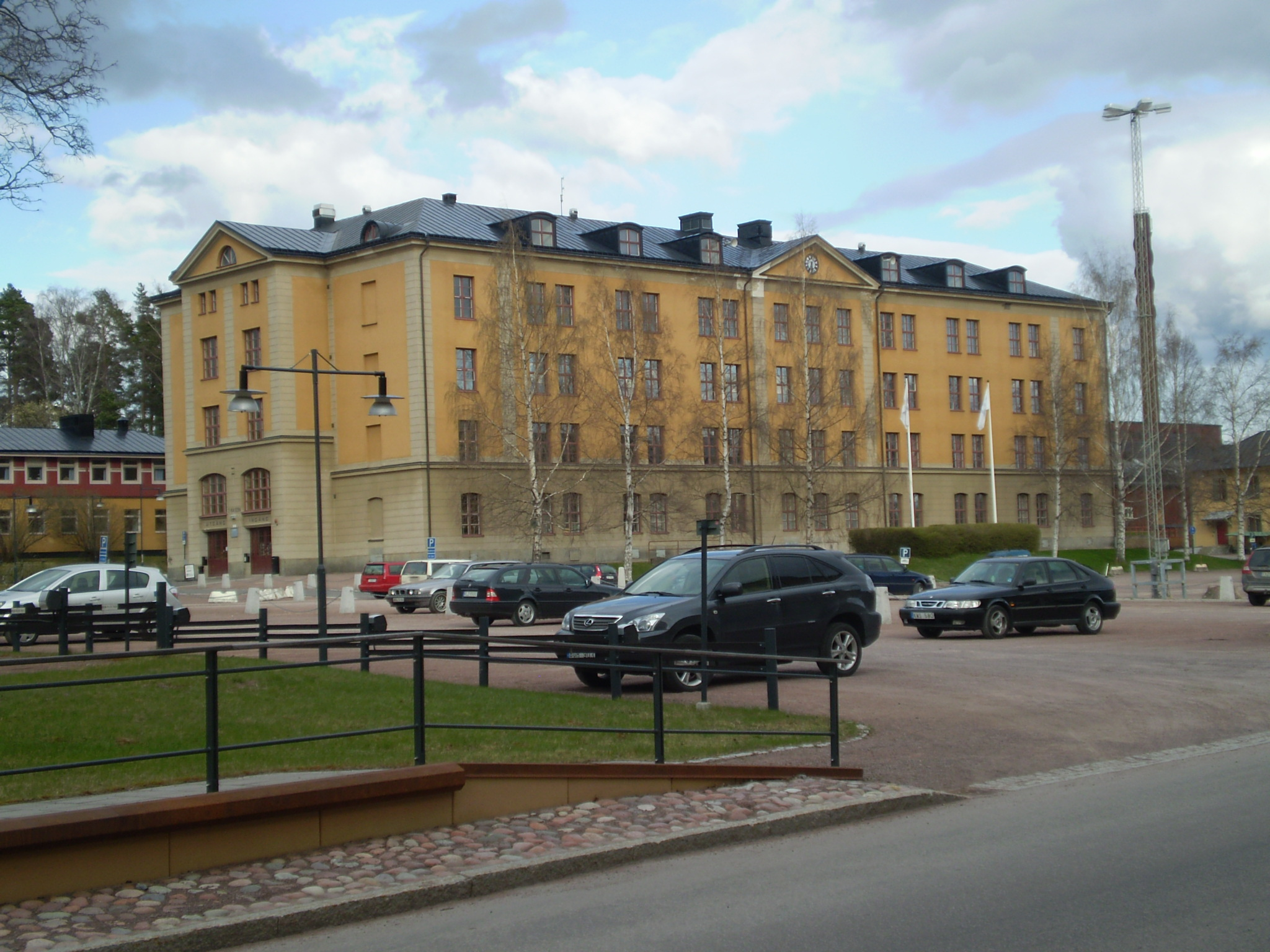
Vy över framsidan av C-kasernen
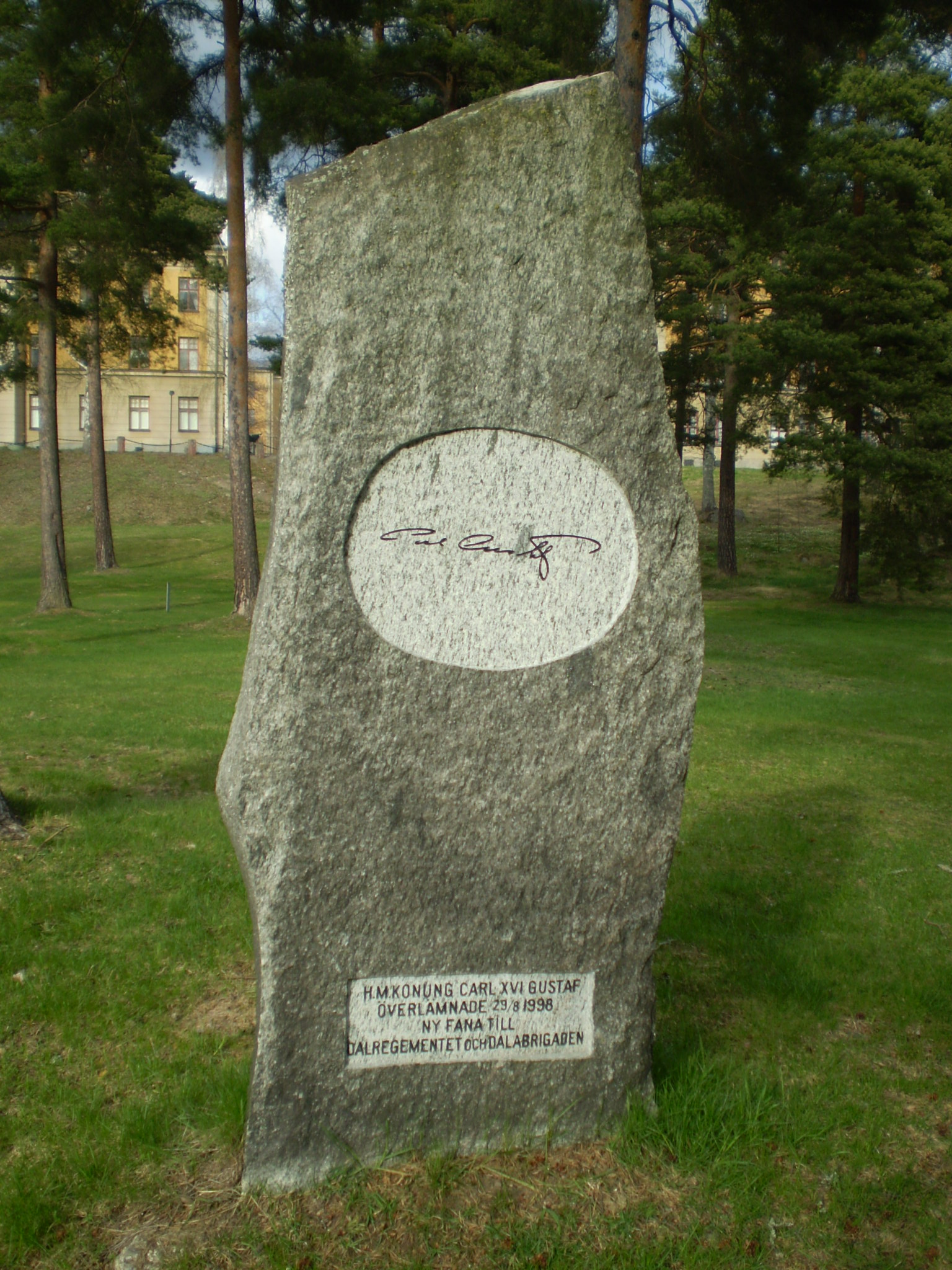
Minnessten över tilldelande av ny fana 1998